# Doryodes spadaria
Doryodes spadaria là một loài bướm đêm trong họ Erebidae.